# Psychotria rhinocerotis
Psychotria rhinocerotis är en måreväxtart som beskrevs av Caspar Georg Carl Reinwardt och Carl Ludwig von Blume. Psychotria rhinocerotis ingår i släktet Psychotria och familjen måreväxter. Inga underarter finns listade i Catalogue of Life.